# 시즐리 트레저
시즐리 트레저(Sisely Treasure)는 미국의 싱어송라이터이다. 2003년 7월의 드림웍스 레코드 발매 "All Around the World" 곡으로 잘 알려져 있다. 2008년, 록 음악 그룹 샤이니 토이 건스의 3명의 가수 중 한 명이 되었다. 2011년, 솔로 싱글 "That You Like"를 발매했다.